# Systenus rafaeli
Systenus rafaeli är en tvåvingeart som beskrevs av Stefan Naglis 2000. Systenus rafaeli ingår i släktet Systenus och familjen styltflugor. Inga underarter finns listade i Catalogue of Life.